# Берсерк!
Берсерк! (англ. Berserk!) — англійський фільм жахів режисера Джима О’Коннолі 1967 року.

## Сюжет
Моніка Ріверс - власниця невеликого пересувного цирку. Коли в її цирку починає відбуватися серія загадкових вбивств, виникає питання: чи буде Моніка наступною жертвою невідомого маніяка або за всім цим стоїть вона сама, потребучи реклами.

## У ролях
- Джоан Кроуфорд — Моніка Ріверс
- Ті Хардін — Френк Хокінс
- Діана Дорс — Матильда
- Майкл Гоф — Альберт Дорандо
- Джуді Гісон — Анджела Ріверс
- Роберт Гарді — детектив Брукс
- Джефрі Кін — комісар Долбі
- Сідні Тефлер — Гаррісон Лістон
- Джордж Клейдон — Бруно Фонтана
- Філіп Медок — Лазло